# 福勒穹丘
84°47′S 99°14′W / 84.783°S 99.233°W
福勒穹丘（英語：Fowler Knoll）
是南極洲的穹丘，位於埃爾斯沃思地，是哈沃拉陡崖的中西部，海拔高度8,090米，根據美國地質調查局的測量和美國海軍的空中照片被繪入地圖。